# 陰道球

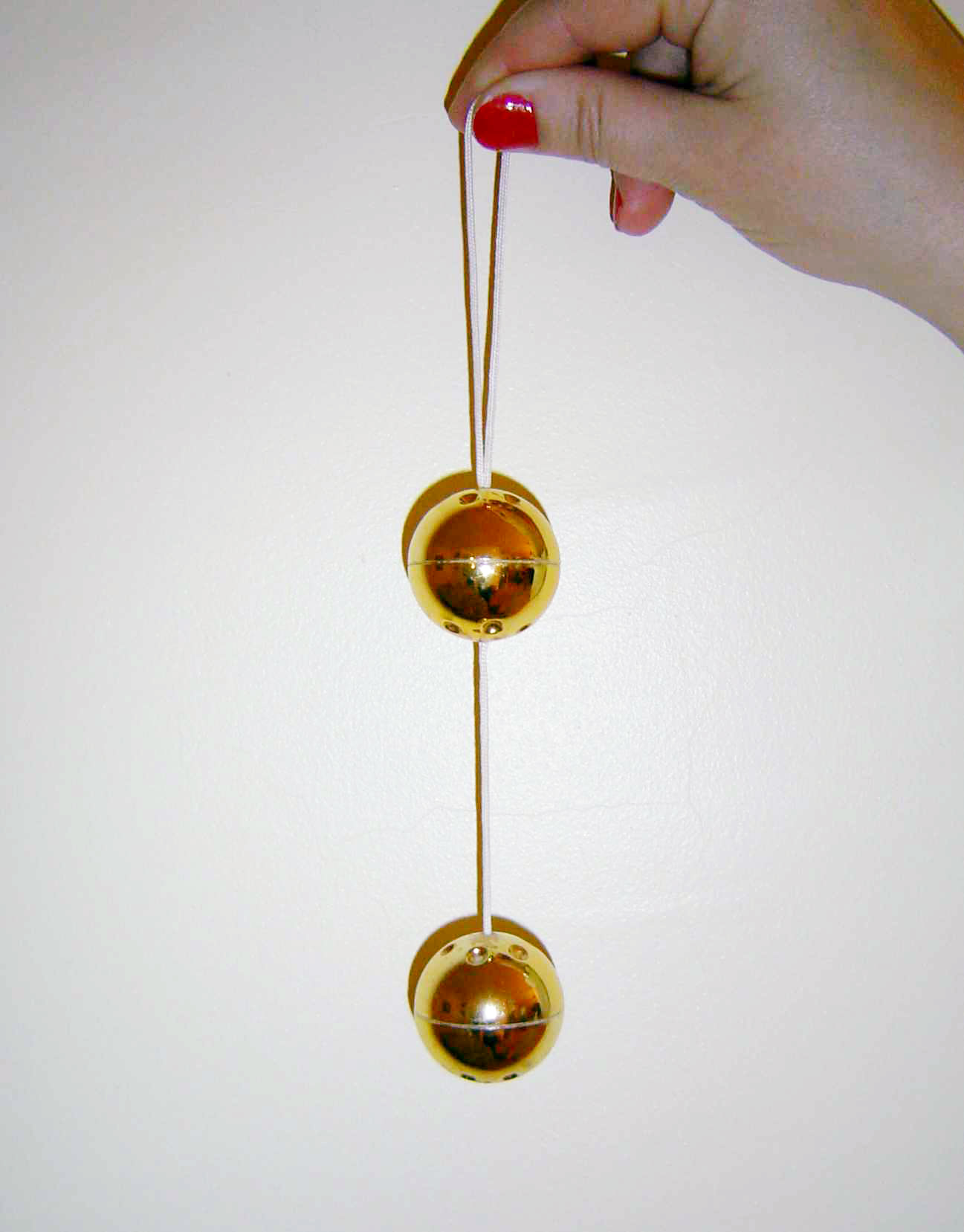
金色的陰道球。

陰道球（英語：Ben Wa balls）或内用球、聰明球，是一款為了用於性刺激（進入陰道）而設的弹珠狀球體，它一般都是轻而空心的，但仍有許多不同的變種，包括從空心變成實心、為其加上響铃或拍板。由塑料包裹的陰道球相對較大，並稱為「Duotone balls」。它們亦可用於鍛鍊恥骨尾骨肌——把陰道球跟陰道接合以後，以恥骨尾骨肌的力量防止其脱落則可鍛鍊之。不過它們还是可以單纯地用於刺激陰道。雖然陰道球有時會附帶一條或幾條用於從深處拔出來的繩子，但它們的底部不能使肛門充分擴張，所以以其進入肛門實屬不安全的做法，男性不應以其刺激肛門和前列腺。
陰道球的歷史有着不同的說法。它們的起源和製造方法因地而異。大多數關於陰道球的資訊都是模糊的，甚至可能是假的。起初它只由單一個球體造成，並以進入陰道的方式鍛鍊當事人陰道附近的肌肉，旨在加強其在性交时的表現。接着逐漸演變成一系列以鏈子或絲線連接的金屬球體，以鏈子或絲線連接的目的在於減少陰道球從體內移出的難度。陰道球的使用者會感受到一種微妙的刺激感，但这並不代表使用者立刻就達至高潮，反而更多的是一種被挑逗的感覺。陰道球可待在陰道內整天，或是配合搖椅上一併使用之。
陰道球可簡單地用於鍛鍊骨盆底肌肉，如同道教房中术好幾个世纪以來一直使用的技术一樣。陰道球等陰道舉重設備受到婦產科醫師推薦，用以增加陰道彈性和膀胱控制力，如同凱格爾運動般。

## 古代人文
明清時代的“勉鈴”
|  | “原是番兵出產，逢人薦轉在京。身軀瘦小內玲瓏，得人輕借力，展轉作蟬鳴。 解使佳人心顫，慣能助腎威風。號稱金面勇先鋒，戰降功第一，揚名勉子鈴。”——《金瓶梅》第十六回 |

在明清小說之中多次提到的勉鈴，民間俗稱勉子鈴，又寫作緬鈴，大約在明朝萬曆年間從緬甸傳來。外觀是小銅珠狀、或者更小如蠶豆狀。震動的原理是其內部空心，裝有水銀或其它可滾動物品。